# Lojze Ilija
Lojze Ilija ali Alojzij Ilija, slovenski pisatelj, * 19. junij 1905, Spodnji Brnik, † 4. november 1982, Los Taques, Venezuela.

## Življenje in delo
Rodil se je očetu bajtarju Andreju in materi Ivani (rojena Gasperlin). Sprva je v Ljubljani študiral bogoslovje, se prepisal in diplomiral na ljubljanski Pravni fakulteti. Delal je v uredništvu časopisa Slovenec in bil odvetniški pripravnik.
Med 2. svetovno vojno se je najprej priključil gorenjskim domobrancem, nato pa Jugoslovanski vojski v domovini kjer je bil šef propagandnega odseka in dosegel čin poročnika. Po vojni je emigriral v Venezuelo. Pisal je kratko, Domače zgodbe (Celovec 1958), in daljšo prozo, med drugim je napisal povest iz življenja ljudi v okolici Cerkelj na Gorenjskem Gospod Šimen I-II (Celovec 1961-1962), roman o stiskah gorenjskega človeka med 2. svetovno vojno Huda pravda (Buenos Aires, 1971) in zgodovinski roman iz 16. stoletja Zadnji rabin v Ljubljani (Celovec, 1975).